# Federación Médica del Interior
La Federación Médica del Interior, más conocida por sus siglas FEMI, es una organización médica uruguaya. 

## Historia
Fundada el 14 de mayo de 1966, está integrada por las instituciones gremiales y de asistencia médica del interior del país. En su parte gremial agrupa a 2800 médicos que trabajan allí, organizados en 22 gremios en los 18 departamentos de Uruguay. En su parte asistencial, brinda atención médica a más de 680 000 personas a través de una extensa red de servicios de salud. 
El 28 de julio de 2016 fue creada la Federación de Prestadores Médicos del Interior, integrando a todas las cooperativas y gremiales médicas ya existentes, hoy consideradas como instituciones de asistencia nédica privada de profesionales. En la actualidad la red cuenta con 
23 instituciones médicas distribuidas en el interior uruguayo y un centro de referencia tecnológica en Montevideo, el Sanatorio Americano.

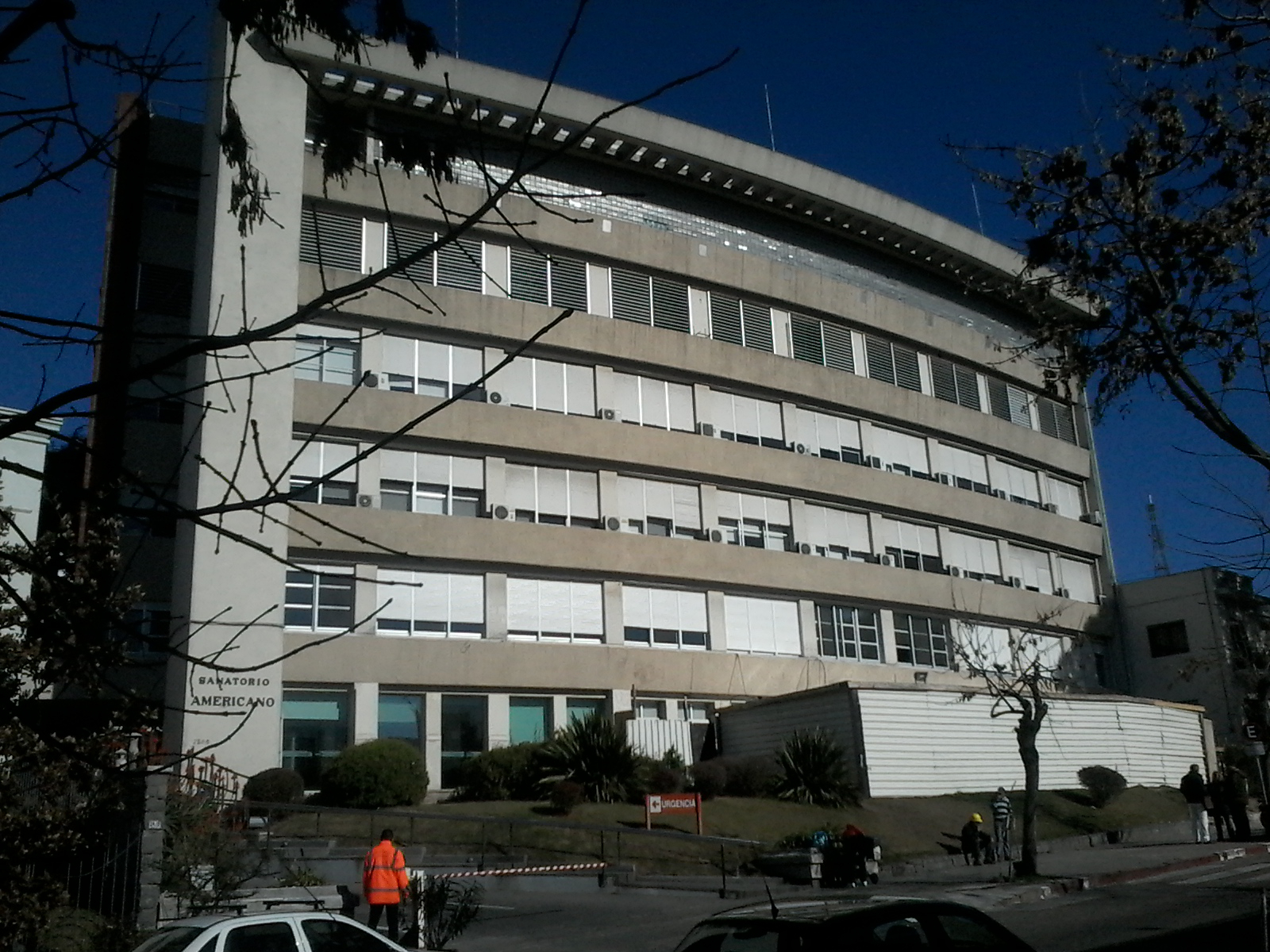
Sanatorio Americano en Montevideo

## Red de atención
A través de Federación de Prestadores Médicos del Interior (FEPREMI) gestiona y abarca una amplia red de instituciones hospitalarias en todo el interior de Uruguay. 

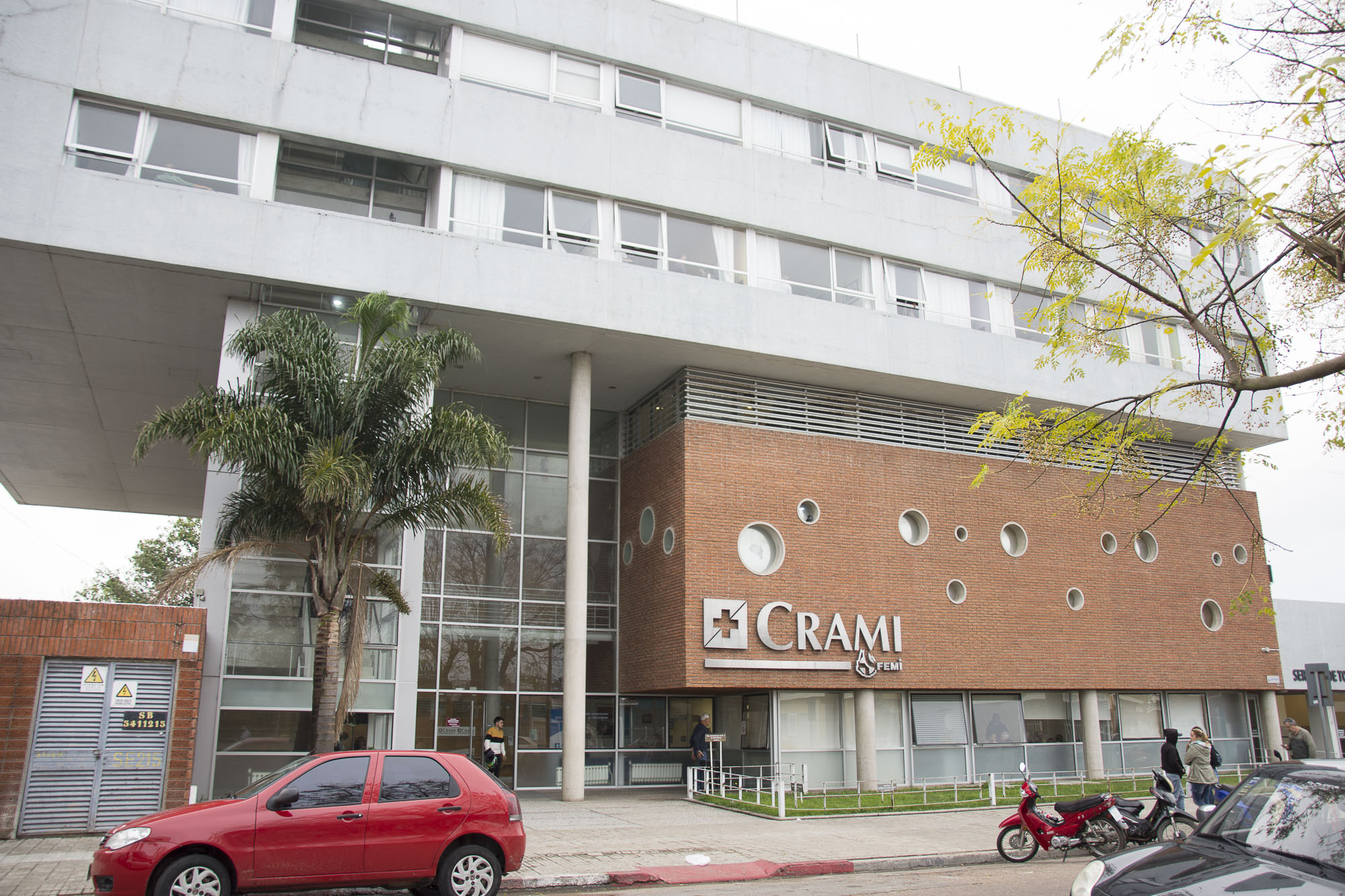
Sanatorio de la Cooperativa Regional de Asistencia Médica Integral (CRAMI) en Las Piedras, Canelones.

### Regional Norte
- Cooperativa Médica de Artigas
- Centro de Asistencia Médica de la Sociedad Médico Quirúrgica de Salto
- Corporación Médica de Paysandú
- Centro Asistencial Médico de Rivera
- Cooperativa Médica de Tacuarembó
- Cooperativa Médica de Tacuarembó (Filial Paso de los Toros)

### Regional Litoral Oeste
- Asistencial Médica de Río Negro Cooperativa
- Cooperativa de Asistencia Médica de Young
- Cooperativa de Asistencia Médica de Soriano
- Organización Asistencial Médica Cooperativa de Colonia
- Cooperativa Asistencial Médica del Este de Colonia
- Cooperativa Asistencial Médica del Oeste de Colonia

### Canelones
- Centro de Asistencia Agrupación Médica de Pando
- Cooperativa Regional de Asistencia Médica Integral
- Corporación Médica de Canelones